# コマンダー (プロレスラー)
コマンダー（Komander, 1998年12月15日 - ）は、メキシコのタマウリパス州レイノサ出身のプロレスラー。AEW所属。

## 経歴

### AEW / ROH
2023年3月1日にAEWで初めて試合を行った。31日にはROHにてエル・イホ・デル・ビキンゴの持つAAAメガ王座に挑戦したが、敗れた。4月19日にAEWと正式に契約した。

### GLEAT
2022年10月9日、GLEATに初参戦。タッグマッチでバンディードと組み、カズ・ハヤシ、渡辺壮馬に勝利した。

## 獲得タイトル
AAA
- AAA世界クルーザー級王座：1回
- AAA世界タッグチーム王座：1回

w / アラエス
ROH
- ROH世界TV王座：1回

カオス・ルチャリブレ
- カオス・ジュニアクルーザー級王座：1回

ウォーシティ・レスリング
- ウォーシティ・クルーザー級王座：3回
- ウォーシティ・タッグチーム王座

w / エンジェル-O
- ウォーシティ・トリオ王座：2回

w / レイ・アストラル、マグニフィコ
プロレスリング・イラストレーテッド
- 現役プロレスラーTop500：280位（2024年）、306位（2023年）